# Behörden in Vorderösterreich

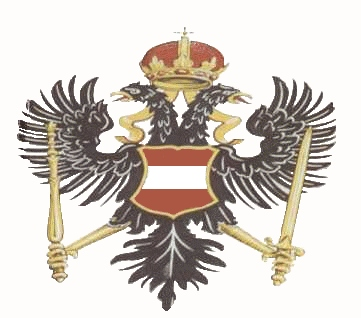
Das Wappen Vorderösterreichs

Die Behörden in Vorderösterreich wurden seit der frühen Neuzeit von der Wiener Hofburg in Innsbruck, Ensisheim und Freiburg im Breisgau eingerichtet, um die weit verstreuten Besitzungen im Südwesten des Heiligen Römischen Reiches zu verwalten. Die habsburgischen Territorien gehörten nicht zum Schwäbischen, sondern zum Österreichischen Reichskreis. Die Beziehungen pendelten im Laufe der Jahrhunderte zwischen den Polen Eigenständigkeit der Vorlande und Abhängigkeit von der Zentrale.

## Geschichte
In der Schlacht bei Austerlitz am 2. Dezember 1805 errang Napoleon den entscheidenden Sieg über das Kaisertum Österreich, das empfindliche territoriale Verluste einstecken musste. Im Südwesten Deutschlands fanden fünf Jahrhunderte Herrschaft des Hauses Habsburg ihr Ende und Vorderösterreich wurde auf die mit dem französischen Kaiser verbündeten Rheinbundstaaten verteilt. Die neuen Gebieter der ehemals habsburgischen Territorien gaben sich in der Folgezeit alle Mühe, die anachronistisch gewordene Zugehörigkeit zu Wien von Ländern und Ländchen an Oberrhein und Oberdonau vergessen zu lassen. Das Archivgut der k. k. Verwaltungen aus den Zentralbehörden und Oberämtern fristete ein Schattendasein in diversen Archiven von Karlsruhe über Stuttgart bis München. Weitgehend ist die Politik des gezielten Verschweigens auch gelungen; selbst das renommierte 19-bändige Meyers Konversations-Lexikon der Jahre 1885ff verzeichnet nicht einmal mehr das Stichwort. Es musste erst das 21. Jahrhundert anbrechen, bis endlich die Bestände Vorderösterreichs – in der Hauptsache im Generallandesarchiv Karlsruhe – neu geordnet, verzeichnet und in Findbüchern ediert wurden.

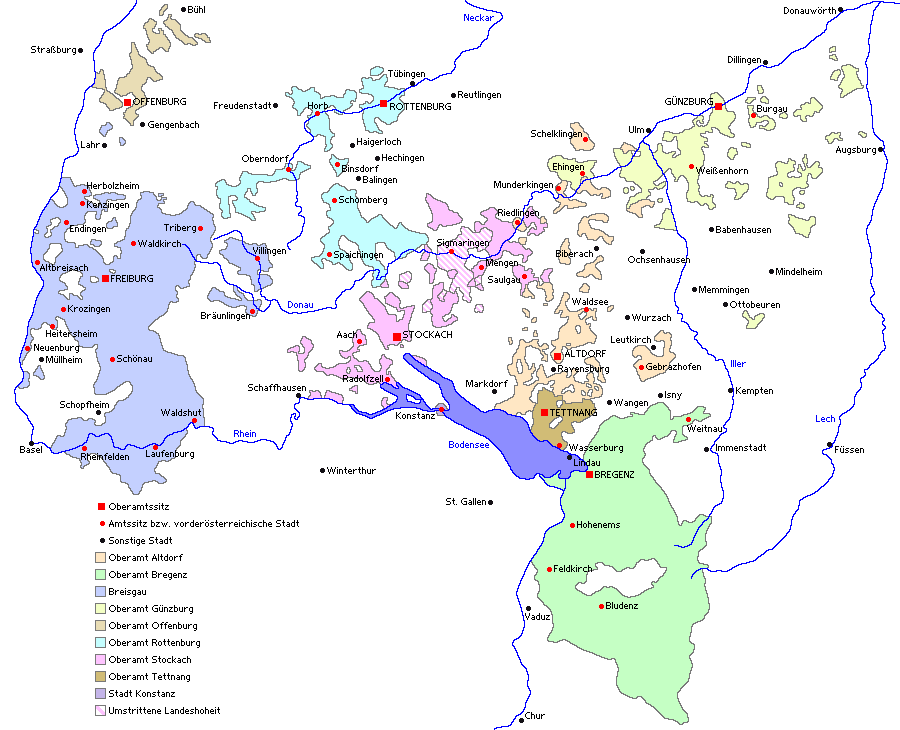
Vorderösterreich am Ende des Alten Reiches

Vorderösterreich war der Sammelname für die früheren Besitzungen der Habsburger westlich von Tirol. Zu dem ursprünglichen Hausgut der Grafen von Habsburg im Elsass, Sundgau und im Aargau erwarben sie 1368 Freiburg und die Landgrafschaft Breisgau, 1381 die Landvogtei in Schwaben und die Gebiete der Grafen von Hohenberg, 1403 von der Nebenlinie Habsburg-Laufenburg die Vogteien Laufenburg und Säckingen, 1504/05 die Landvogtei Hagenau im Elsass und die später oft weiter verpfändete Ortenau.
1379 bis 1490 fielen diese Güter an die Leopoldinische Linie Habsburgs. Seit 1536 umfasste Vorderösterreich die Landgrafschaft Oberelsass mit Sitz in Ensisheim und die Reichslandvogtei im Elsass mit der Schutzvogtei über 40 Reichsdörfer und die Reichsstädte der Dekapolis, weiterhin im Breisgau die Grafschaft Hauenstein und die Herrschaft Laufenburg sowie die Herrschaften Kastelberg und Schwarzenberg, Kirnberg, Rheinfelden und Triberg. Schwäbisch Österreich war der Sammelbegriff für die Markgrafschaft Burgau, die Reichsgrafschaft Hohenberg, die Landgrafschaft Nellenburg und die Landvogtei in Schwaben. Zu Vorderösterreich wurden seit 1548 auch die Stadt Konstanz, die Grafschaft Feldkirch und weitere Güter „vor dem Arl gelegen“, dem heutigen Vorarlberg, gezählt. In der letzten Epoche des Alten Reiches wurde aus der lothringischen Heirat Maria Theresias mit Franz Stephan die Reichsgrafschaft Falkenstein (1731) in der Pfalz zu Vorderösterreich geschlagen und schließlich gelang dem Erzhaus Habsburg noch der Erwerb der Herrschaft Hohenems (1765), der Landvogtei Ortenau (1771) und der Reichsgrafschaft Montfort (1780).

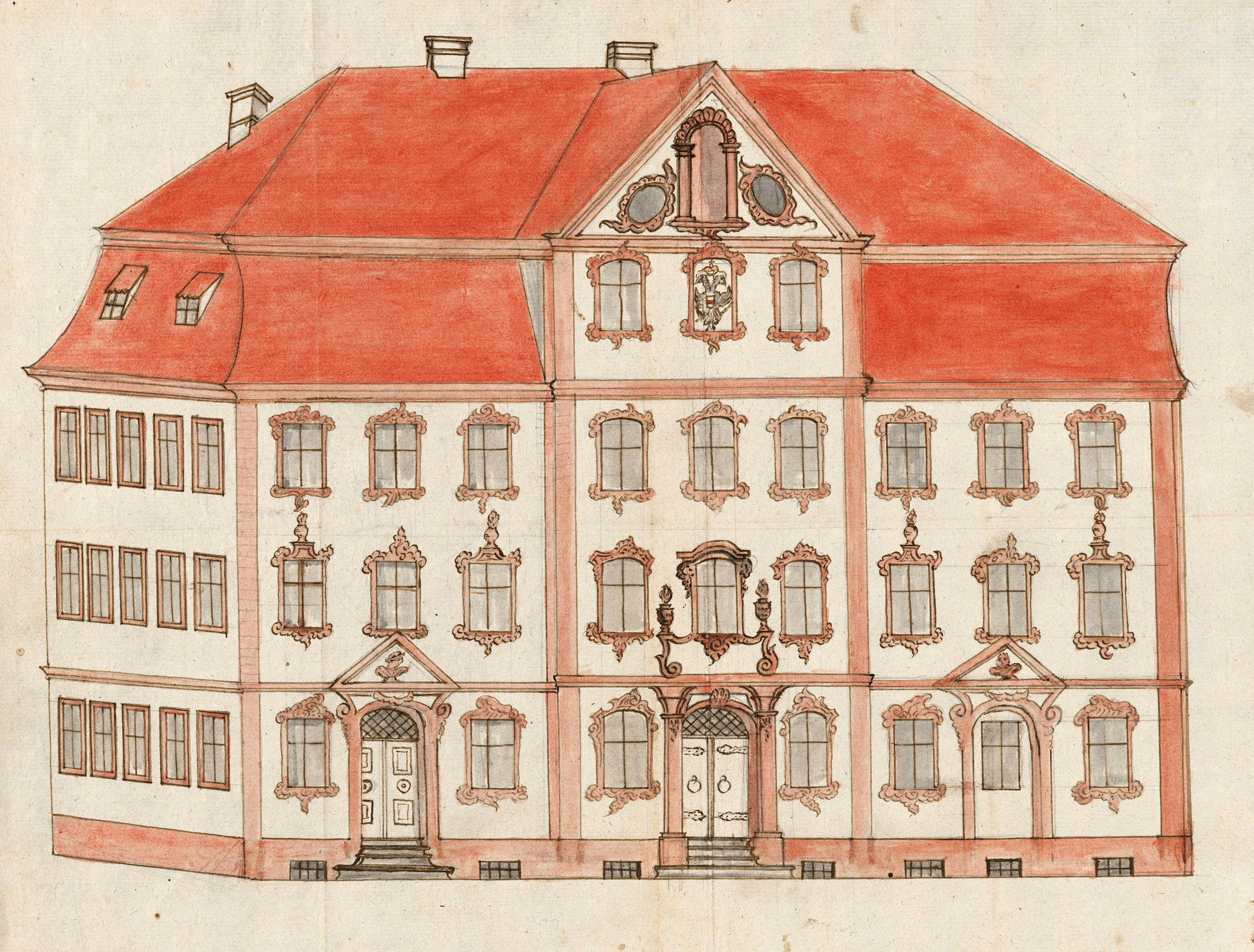
Ständehaus in Ehingen

Nach der Verlagerung des Schwerpunkts ihrer Machtinteressen nach Mittelosteuropa blieben die Territorien im Elsass, Sundgau, Aargau, Thurgau, Breisgau und auf dem Schwarzwald – obwohl sie die Stammlande mit der den Namen des Hauses gebenden Habsburg umfassten – kleinteilige Anhängsel des Erzherzogtums Österreich. Die auch „Vorlande“ genannten Besitzungen, da sie sämtlich vor dem Arlberg lagen, bildeten nie mehr als die „Schwanzfeder des Kaiseradlers“, immer wieder einmal auch als Tauschobjekte ins Auge gefasst. In der Auseinandersetzung mit den Eidgenossen gingen im Verlaufe des 14. und 15. Jahrhunderts, besiegelt im Basler Frieden 1499, nach und nach die einstigen Stammlande im Aargau und Thurgau an die Schweizer verloren. Mit dem Westfälischen Frieden 1648 musste Österreich auf sämtliche linksrheinischen Besitzungen verzichten und das Elsass mit allem Zubehör an Frankreich abtreten.

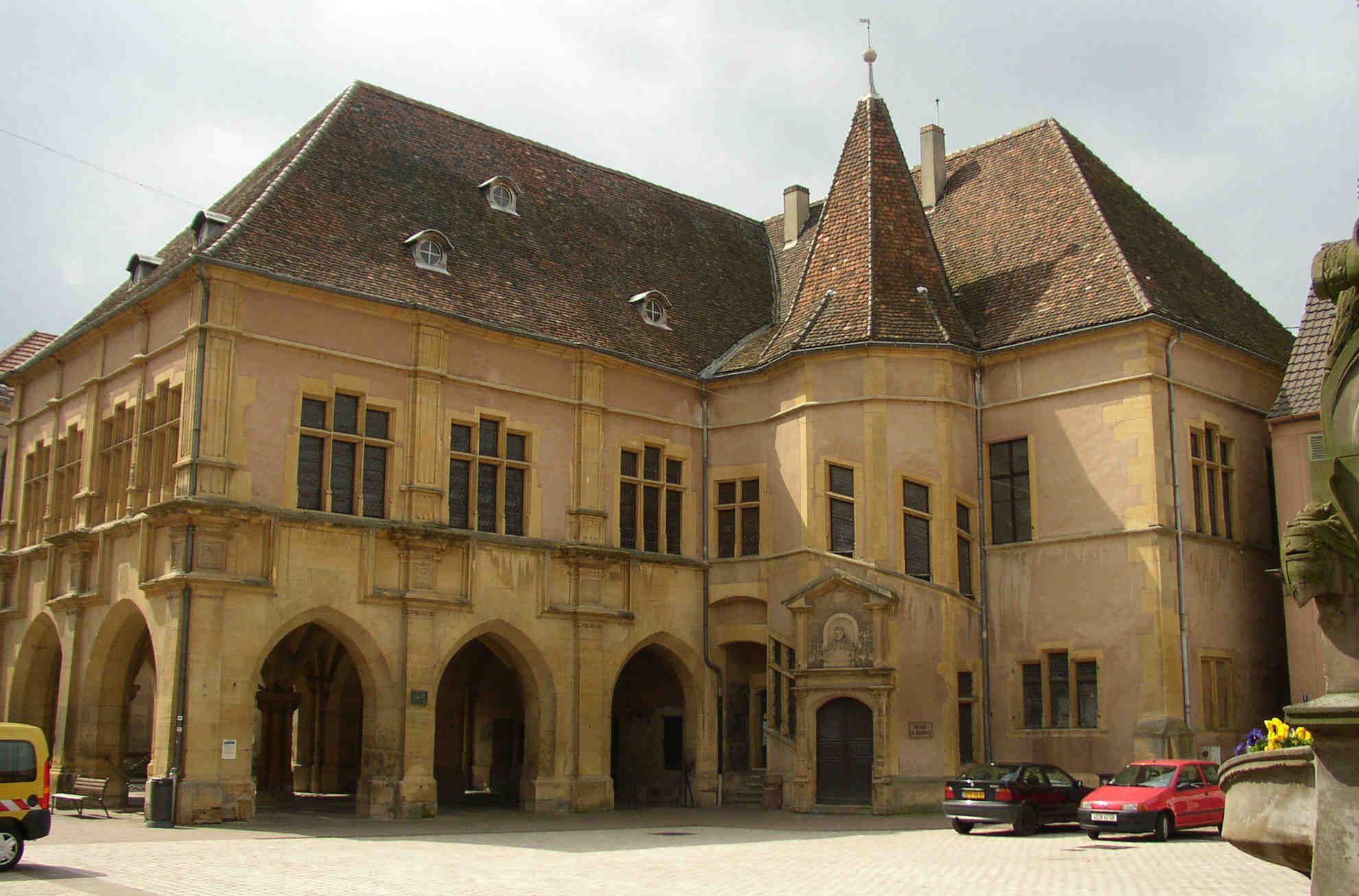
V. ö. Regierung in Ensisheim

Fünf Epochen prägten das Verhältnis zwischen Wien und den für den Länderkomplex Oberösterreich in der Hofburg zu Innsbruck eingerichteten Behörden einerseits und den Vorlanden andererseits im Verlaufe der Jahrhunderte. Erst 1523 wurde ein „Regiment“ für Vorderösterreich mit Sitz in Ensisheim (Département Haut-Rhin) eingerichtet und nach dem Verlust des Elsass 1651 nach Freiburg im Breisgau verlegt, allerdings zunächst mit beschränkter territorialer Zuständigkeit.

### Erste Epoche 1406–1490
Die Herzöge Friedrich IV. mit der leeren Tasche und Sigmund hatten keine Befugnisse im eigentlichen Österreich und waren nur Landesfürsten der ober- und vorderösterreichischen Lande mit Sitz in Innsbruck. Sie standen persönlich an der Spitze der Regierung, als ihre ersten Beamten fungierten Amtsträger mit den Titeln Hofmeister, Kanzler und Amtmann. Die Zeit von 1439 bis 1458 war die einzige, in der Vorderösterreich eigenständig regiert wurde. Erzherzog Albrecht VI. der Freigebige hielt mit seiner Gemahlin Mathilde, Tochter des Pfalzgrafen bei Rhein, in Freiburg im Breisgau Hof. 1457 gründete er die Universität Freiburg, die rasch zum geistigen Zentrum Vorderösterreichs wurde. Der Einfluss seiner Frau, die das Vorbild Heidelberg am Pfälzer Hof kennen gelernt hatte, spielte bei der Gründung eine nicht zu unterschätzende Rolle. Mit der Errichtung der Universität Freiburg war Albrecht und Mathilde die wohl bedeutendste und dazu langlebigste kulturelle und politische Leistung in Vorderösterreich gelungen.

Siegel der Albert-Ludwigs-Universität Freiburg

### Zweite Epoche 1490–1565
Die Kaiser Maximilian I. und Ferdinand I. regierten Vorderösterreich zusammen mit den anderen Königreichen und Ländern der Monarchie. Die oberösterreichischen Zentralbehörden waren vom Hof in Wien abhängig, in Innsbruck fungierten Vertreter der landesfürstlichen Gewalt, mit dem Titel Landhofmeister bei Maximilian, Statthalter bei Ferdinand. In Ensisheim wurde eine Regierung („Regiment unserer vorderen Lande in Oberelsass“) eingesetzt, 1523 erließ Erzherzog Ferdinand erste nähere Instruktionen. Ein Landvogt fungierte als Oberhaupt, unterstützt von Statthalter, Kanzler, Kammerprokurator und vier anderen Räten. Die vorderösterreichische Regierung und Kammer blieben immer den oberösterreichischen Hofbehörden in Innsbruck unterstellt. Die vier Länder Elsass, Sundgau, Breisgau und Schwarzwald genossen eine Sonderstellung unter dem eigenen „Regiment“, während Schwäbisch Österreich bestehend aus Hohenberg, Nellenburg, Konstanz, Burgau, den Donaustädten und der Landvogtei Schwaben sowie die Herrschaften vor dem Arl bis 1752 unmittelbar der oberösterreichischen Regierung und Kammer zu Innsbruck unterstanden.

### Dritte Epoche 1565–1665
Die Erzherzoge Ferdinand II., Maximilian III., Leopold V., dessen Witwe Claudia de’ Medici, Ferdinand Karl und Sigismund Franz waren wieder nur gefürstete Grafen von Tirol in Innsbruck, zu denen auch die Vorlande gehörten. Das oberste Kollegium zur Unterstützung der Landesfürsten hieß nun Hofrat oder Geheimer Rat mit einem Statthalter an der Spitze bis 1596, danach hatten Geheimer Rat und Regiment je einen Präsidenten mit Sitz auf der Innsbrucker Hofburg. Den meisten Einfluss hatte der Hofkanzler im Geheimen Rat, daneben bestand auch das Amt des Regimentskanzlers. Nach der Abtretung des Elsass und damit auch des Regierungssitzes Ensisheim im Westfälischen Frieden an Frankreich musste rasch über die zukünftige Struktur der Verwaltung entschieden werden. Die Alternative der direkten Unterstellung der Lande im Breisgau und auf dem Schwarzwald unter die oberösterreichische Hofkammer zu Innsbruck wurde verworfen. 1651 nahmen die vorderösterreichische Regierung und Kammer ihren Sitz in Freiburg im Breisgau im repräsentativen Stadtpalast von Maximilians Hofkanzlers Konrad Stürtzel, der nach der Reformation dem Basler Domkapitel Zuflucht geboten hatte und daher Basler Hof heißt.

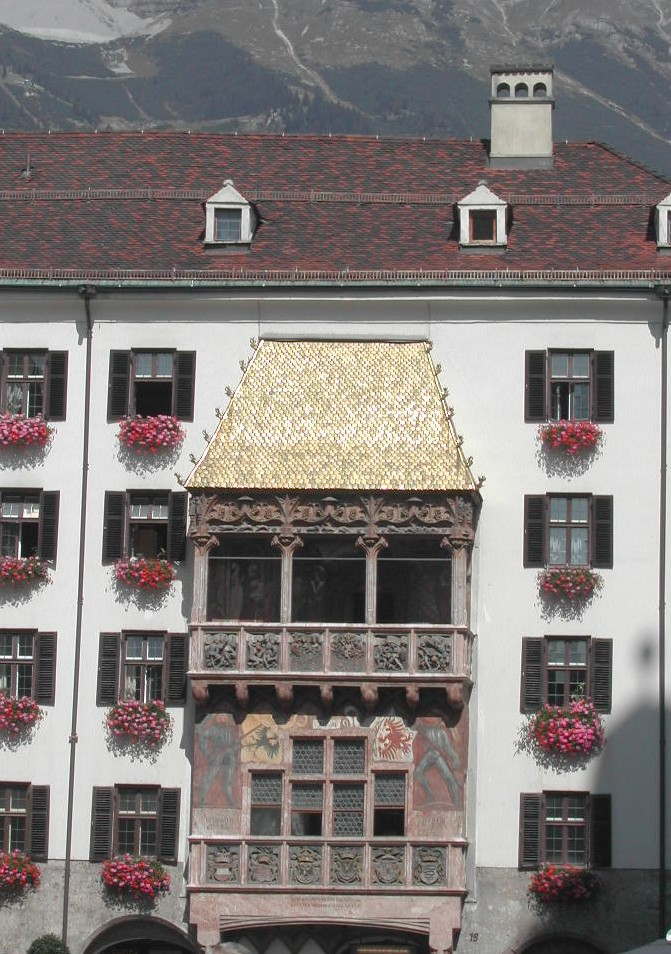
Das Goldene Dachl in Innsbruck

### Vierte Epoche 1665–1752
Die Kaiser Leopold I., Joseph I., Karl VI. und zunächst noch Maria Theresia herrschten in zentralistischer Manier über alle österreichischen Länder, die Hofburg in Innsbruck war wieder den Behörden in Wien unterstellt. Der Vertreter des Monarchen in Innsbruck führte den Titel Gubernator, von denen Herzog Karl von Lothringen 1678–1690 und Pfalzgraf Karl Philipp von Pfalz-Neuburg 1706–1717 sich besonders auswirkten. Die Präsidenten des oberösterreichischen Geheimen Rates in Innsbruck und die Hofkanzlei blieben bestehen. Unter Graf Friedrich Wilhelm von Haugwitz, der die Politik der Theresianischen Reformen maßgeblich bestimmte, wurden die „Wesen“ in Inner- und Oberösterreich aufgelöst, dafür in Graz, Klagenfurt, Laibach und Innsbruck Mittelbehörden für die einzelnen Länder mit dem Namen „Repräsentation und Kammer“ eingerichtet.

### Fünfte Epoche 1752–1805
1752 wurde die Innsbrucker Behörde auf Tirol beschränkt und eigene Institutionen für die Vorlande mit dem Sitz der „Repräsentation“ in Konstanz und der „Kammer“ in Freiburg geschaffen. Das Dekret Maria Theresias vom 13. Mai 1752 ist daher die eigentliche Geburtsurkunde Vorderösterreichs und dehnte die Zuständigkeit der Freiburger Regierung auf Schwäbisch Österreich und Vorarlberg aus. 1759 wurde die wenig praktische Aufteilung der Dienststellen aufgehoben und auch die Repräsentation aus Konstanz nach Freiburg verlegt und zur „Vorderösterreichischen Regierung und Kammer“ verschmolzen. Die Unterstellung Vorarlbergs unter die Behörden in Freiburg erwies sich wegen der großen Entfernung als nicht durchsetzbar und wurde 1782 aufgehoben. Vorarlberg wurde dem näher gelegenen „Gubernium“ Innsbruck zugeordnet. Bereits 1763 waren in den Ländern Steiermark, Kärnten, Krain und Tirol „Gubernien“ geschaffen worden, allerdings nicht in den Vorlanden.

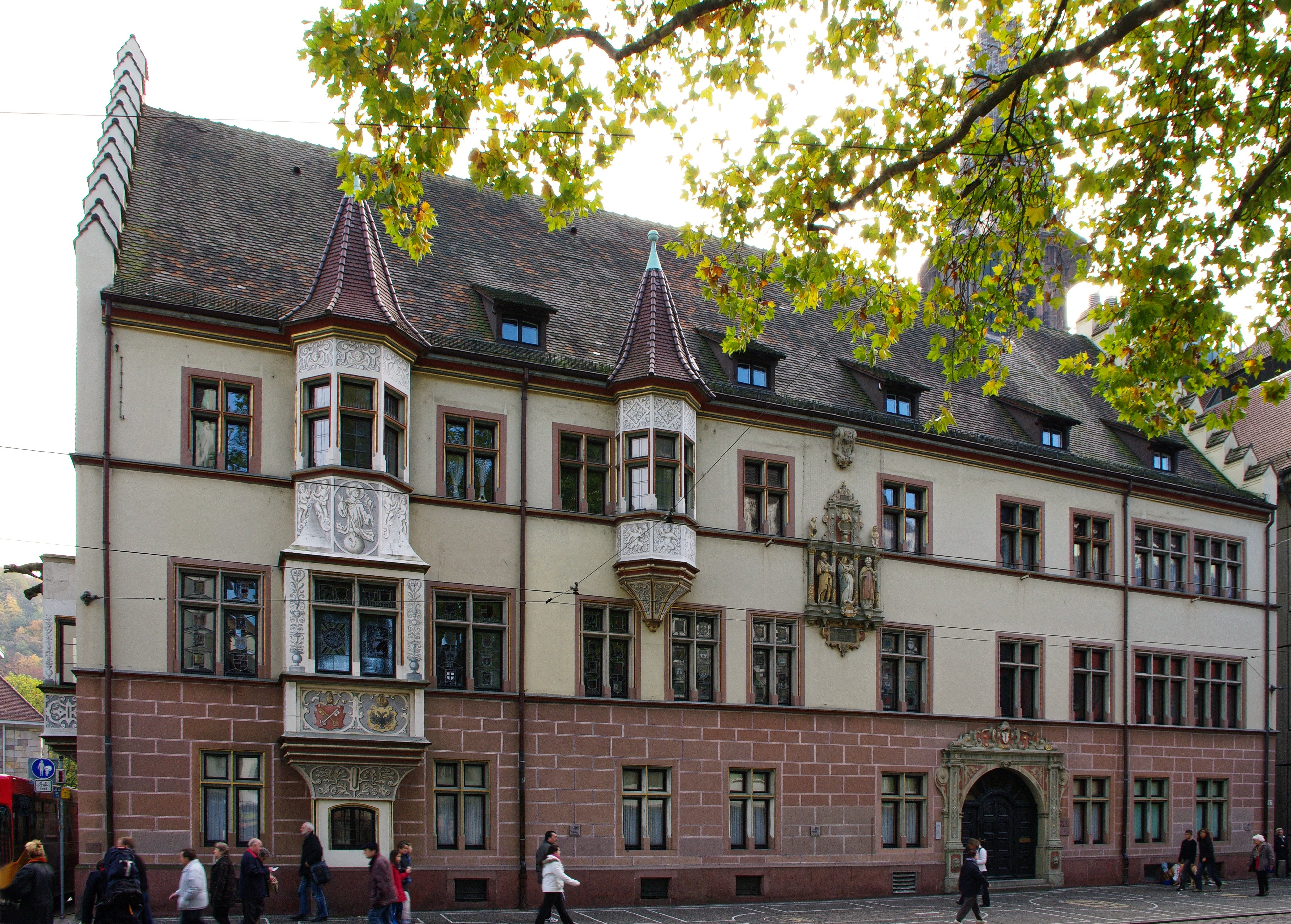
Der Basler Hof in Freiburg

Im Jahre 1805 endet die Geschichte Vorderösterreichs. Das Land wurde durch napoleonische Truppen besetzt und im Pressburger Frieden auf Bayern (Burgau ohne die Direktorialstadt Ehingen, Wasserburg), Württemberg (Landvogtei Schwaben, Donaustädte, Ehingen, Tettnang und Hohenberg) und Baden (Breisgau ohne Fricktal, Schwarzwald, Ortenau, Nellenburg, Konstanz) verteilt. Die über mehr als vier Jahrhunderte gewachsene Anhänglichkeit an das Erzhaus Habsburg flammte während des Wiener Kongresses noch einmal auf, aber alle Versuche eine auf Freiburg zentrierte habsburgische Sekundogenitur zu schaffen, scheiterten bereits am energischen Widerspruch des Fürsten Metternich, dessen Mutter immerhin eine geborene Kageneck und damit Vertreterin des vorderösterreichischen Adels gewesen war. Militärstrategische Gründe wogen schwerer als alte Sentimentalitäten. Wien schaute politisch nach Südosten und wollte keine „Wacht am Rhein“ übernehmen.

## Liste der Behörden in Vorderösterreich am Ende des Alten Reiches (um 1785)

### Zentralbehörden in Vorderösterreich
K. k. v. ö. Lehenhof der k. k. Regierung und Kammer in den v. ö. Fürstentumen und Landen (1785)
- Lehenpropst
  - 1785–1790: Johann Adam Freiherr von Posch, Herr zu Breitensee und Uttendorf
  - 1792–1799: Joseph Thaddäus Vogt von Sumerau auf Altensumerau, Rappenstein und zum Thurn

### Verzeichnis der k. k. v. ö. Vasallen (1785)

#### Fürstliche Vasallen geistlichen Standes
- Maximilian Christian Freiherr von Rodt, Fürst und Herr, Bischof zu Konstanz
  - Lehenträger: Joseph Anton Freiherr von Bollschweil, breisgauischer Ritterschaftsassessor
- Honorius Freiherr von Roth zu Schreckenstein, Fürst und Herr, Abt zu Kempten
  - Lehenträger: Venerand Freiherr von Wittenbach, breisgauisch-landständischer Consessualassessor
- Maximiliana Gräfin von Stadion zu Warthausen, Fürstin und Äbtissin des gräflichen Damenstifts zu Buchau
  - Lehenträger: Franz Ferdinand Schwender, v. ö. Fiskalamtsadjunkt und Untertanenadvokat
- Maria Anna Freifrau von Hornstein-Göffingen, Fürstin und Äbtissin des adeligen Damenstifts zu Säckingen
  - Lehenträger: Franz Anton Freiherr von Schönau zu Wehr
- Martin Gerbert, Fürst und Herr, Abt zu St. Blasien
  - Lehenträger: Karl von Gleichenstein, fürstlich st. blasianischer Hofrat, auch Oberamtmann der lehenbaren Stadt und Herrschaften Staufen und Kirchhofen

#### Fürstliche Vasallen weltlichen Standes
- Herzog von Pfalz-Zweibrücken
- Herzog von Württemberg
- Fürst von Hohenzollern-Sigmaringen
- Fürst von Fürstenberg
- Fürst von Oettingen-Wallerstein
- Fürst von Thurn und Taxis

#### Geistliche Vasallen von Stiftern, Kommenden, Abteien und Klöstern
- Adelhausen, Frauenkloster des Dominikanerordens, zu Freiburg
  - Lehenträger: Dominik Eiter, Bürgermeister der Stadt Freiburg
- Altshausen, Reichslandkommende der Deutschordensballei Elsass und Burgund
  - Lehenträger: Heinrich Graf von Kageneck, k. k. Kämmerer, auch v. ö. Regierungs- und Kammerrat
- Augsburg, fürstliches Hochstift
  - Lehenträger: Ignaz Ferdinand Bubens, des Hochstifts Syndikus
- Augsburg, reguliertes Chorherrenstift zum Heiligen Kreuz
  - Lehenträger: Johann Baptist Höfler
- Baindt, Reichsabtei des Zisterzienserordens
  - Lehenträger: Johann Willibald von Sayfried, Reichsstift salmanschweilischer Kanzler
- Beuggen, Deutschordenskommende bei Rheinfelden
  - Lehenträger: Johann Baptist Freiherr von Eptingen
- Buxheim, Kartause bei Memmingen
  - Lehenträger: Karl von Kolb, Oberamtmann zu Buxheim
- Edelstetten, weltlich-adeliges Damenstift bei Burgau
  - Lehenträger: Anton Freiherr von Baden, k. k. Kämmerer und breisgauischer Ritterschaftspräsident
- Habsthal, Frauenkloster des Dominikanerordens bei Mengen
  - Lehenträger: Vacat
- Kaisheim, Reichsprälatur des Zisterzienserordens, bei Donauwörth
  - Lehenträger: Marquard Eustachius Freiherr von Hornstein-Göffingen
  - Lehenträger: Johann Kaspar von Mader
- Kreuzlingen, Reichsprälatur regulierter Chorherren, bei Konstanz
  - Lehenträger: Joseph Ludwig von Forster, Oberamtmann zu Kreuzlingen
- Marchtal, Reichsprälatur des Prämonstratenserordens, an der Donau
  - Lehenträger: Jodoc Sartor, Oberamtmann zu Marchtal
- Ochsenhausen, Reichsprälatur des Benediktinerordens, bei Biberach
  - Lehenträger: Johann Joseph Depra, Edler von Plain, Kanzler zu Ochsenhausen
- Ottobeuren, Reichsprälatur des Benediktinerordens, bei Memmingen
  - Lehenträger: Franz Joseph von Pfeiffer, Edler von Greiffenthal
- Petershausen, Reichsprälatur des Benediktinerordens, bei Konstanz
  - Lehenträger: Franz Xaver Freiherr von Majer, k. k. v. ö. Regierungs- und Kammerrat
- Rot an der Rot, Reichsprälatur des Prämonstratenserordens, bei Memmingen
  - Lehenträger: Joseph Thaddäus von Kolb, Oberamtmann zu Rot
- Salem, Reichsprälatur des Zisterzienserordens, bei Überlingen
  - Lehenträger: Johann Willibald von Sayfried, Kanzler zu Salem
- St. Georgen auf dem Schwarzwald zu Villingen
  - Lehenträger: Vacat
- St. Trudpert, Abtei des Benediktinerordens, im Breisgau
  - Lehenträger: Joseph Anton von Planck, fürstlich heitersheimischer Kanzler
- Schussenried, Reichsprälatur des Prämonstratenserordens, am Federsee
  - Lehenträger: Alphons Belli von Pino, Oberamtmann zu Schussenried
- Überlingen, Johanniterkommende
  - Lehenträger: Vacat
- Ulm, Deutschordenskommende
  - Lehenträger: Joseph Rueß
- Waldsee, reguliertes Chorherrenstift in der Stadt Waldsee
  - Lehenträger: Theodor Maximilian von Henzler
- Weingarten, Reichsprälatur des Benediktinerordens, bei Altdorf
  - Lehenträger: Franz Fidel Pressel von Ilmenau, Oberamtmann
  - Lehenträger: Friedrich Karl von Raßler
- Weißenau, Reichsprälatur des Prämonstratenserordens, bei Ravensburg
  - Lehenträger: Anton Unold, Oberamtmann zu Weißenau
- Wengen, reguliertes Chorherrenstift, in Ulm
  - Lehenträger: Anton Christmann, Oberamtmann zu Ulm
- Wettenhausen, Reichsprälatur regulierter Chorherren, bei Günzburg
  - Lehenträger: Joseph Anton Breyer, k. k. v. ö. Landrechtensekretär
  - Lehenträger: Anton von Rorer, Oberamtmann zu Wettenhausen
- Zwiefalten, Reichsprälatur des Benediktinerordens, in Schwaben
  - Lehenträger: Joseph von Sallwirk, Oberamtmann zu Zwiefalten

#### Gräfliche Vasallen
- Graf von Attems
- Graf von Bissingen
- Graf von Coreth
- Graf von Enzenberg
- Graf von Friedberg, Reichstruchsess zu Scheer (Waldburg-Zeil-Zeil und Trauchburg)
- Graf von Friedberg, Reichstruchsess von Waldsee (Waldburg-Wolfegg-Waldsee)
- Graf von Friedberg, Reichstruchsess von Wolfegg (Waldburg-Wolfegg)
- Graf von Friedberg, Reichstruchsess von Wurzach (Waldburg-Zeil-Wurzach)
- Graf von Fugger zu Babenhausen und Boos
- Graf von Fugger zu Dietenheim und Brandenburg
- Graf von Fugger zu Glött und Oberndorf
- Graf von Fugger zu Kirchberg und Weißenhorn
- Graf von Fugger zu Kirchheim und Eppishausen
- Graf von Fugger zu Mickhausen und Schwindegg
- Graf von Fugger zu Nordendorf
- Graf von Kageneck
- Graf von Königsegg-Aulendorf
- Graf von Königsegg-Rothenfels
- Graf von der Leyen zu Hohengeroldseck
- Graf von Lodron
- Graf von Preysing
- Graf Schenk von Castell
- Graf von Sponeck
- Graf Stadion von Thannhausen
- Graf Stadion von Warthausen
- Graf von Thurn und Taxis
- Graf von Welsperg

#### Freiherrliche Vasallen
- Freiherr von Altstetten
- Freiherr von Andlau
- Freiherr von Au (Ow)
- Freiherr von Baden
- Freiherr von Bemelberg (Bömelburg)
- Freiherr von Bodman
- Freiherr von Bollschweil (Schnewlin-Bernlapp)
- Freiherr von Crailsheim
- Freiherr von Deuring
- Freiherr von Ebing
- Freiherr von Enzberg
- Freiherr von Freyberg-Hürbel
- Freiherr von Freyberg-Oepfingen
- Freiherr von Girardi
- Freiherr von Heidenheim
- Freiherr von Horben
- Freiherr von Hornstein-Binningen
- Freiherr von Hornstein-Göffingen
- Freiherr von Hornstein-Weiterdingen
- Freiherr Ifflinger von Granegg
- Freiherr von Imhof zu Wasserburg
- Freiherr von Kechler
- Freiherr Keller von Schleitheim
- Freiherr von Manikor
- Freiherr von Osterberg
- Freiherr von Palm
- Freiherr von Pappus
- Freiherr von Pflummern
- Freiherr von Ramschwag
- Freiherr von Raßler
- Freiherr von Ratzenried
- Freiherr von Rechberg
- Freiherr von Rehlingen
- Freiherr Reichlin von Meldegg
- Freiherr von Reischach
- Freiherr Reuttner von Weyl
- Freiherr von Riedheim
- Freiherr Rodt von Bußmannshausen
- Freiherr von Rotberg
- Freiherr Schertlin von Burtenbach
- Freiherr von Schönau-Wehr
- Freiherr von Seida
- Freiherr von Sickingen
- Freiherr von Speth zu Untermarchtal
- Freiherr von Stauffenberg
- Freiherr von Stotzingen
- Freiherr von Thurn, Valsassina und Taxis
- Freiherr von Ulm zu Erbach
- Freiherr von Ulm zu Langenrain
- Freiherr von Ulm zu Marbach
- Freiherr Vöhlin von Frickenhausen, Erben, gestorben 1786
- Freiherr von Volmar
- Freiherr von Welden
- Freiherr von Werdenstein
- Freiherr von Wessenberg
- Freiherr von Westernach
- Freiherr von Wittenbach
- Freiherr von Zech
- Freiherr von Zweyer

#### Adelige Vasallen
- Physicus Dr. Allmayer
- von Bally
- von Besserer
- von Beyer
- von Clavel
- von Eggs
- von Eichberg
- von Fahnenberg
- von Gilardi
- von Granicher
- von Humpiß
- Junker Im Thurn
- von Klöckler
- Krafft von Dellmensingen
- Krafft von Festenberg auf Frohnberg
- von Mayenberg
- Mayer von Cnonau
- von Muschgay
- von Pach
- von Paris
- von Pflummern
- Roth von Reutti
- Schad von Mittelbiberach
- Scherrich von Aurdorf
- von Senger und Etterlin
- von Spaun
- von Spengler
- von Stader
- von Strasser
- Wagner von Frommenhausen

#### Vasallen von Ständen, Städten, Gemeinden und milden Stiftungen
- Altbreisach, Stadt im Breisgau
  - Lehenträger: Joseph Winteralter, Bürgermeister zu Altbreisach
- Reichsstadt augsburgischer Spital
  - Lehenträger: Joseph Xaver von Rehlingen
- Alleshausen, Gemeinde in Schwaben
  - Lehenträger: Remigius Winkler, Gemeindsmann zu Alleshausen
- Stadt blaubeurischer Spital im Württembergischen
  - Lehenträger: Matthäus Mörsch
- Dillingen, bischöflich augsburgische Residenzstadt
  - Lehenträger: Joseph Schorer
- Ehingen, Stadt in Schwäbisch-Österreich an der Donau
  - Lehenträger: Ignaz von Jenko von Jenkensheim, Bürgermeister zu Ehingen
- Ehingen, Spital
  - Lehenträger: N. Hueber, Spitalpfleger zu Ehingen
  - Lehenträger: N. Beson, Spitalpfleger zu Ehingen
- Endingen, Stadt im Breisgau
  - Lehenträger: Joseph Wisert, Bürgermeister zu Endingen
- Esslingen, Reichsstadt in Schwaben
  - Lehenträger: N. Kurfes
- Freiburg, Hauptstadt im Breisgau
  - Lehenträger: Dominik Eiter, Bürgermeister zu Freiburg
- Günzburg, Stadt in Schwäbisch-Österreich
  - Lehenträger: Adam Hägele, Kanzleiverwalter zu Günzburg
- Hauensteinische Grafschafts-Untertanen auf dem Schwarzwald
  - Lehenträger: Joseph Strittmatter, Einungsmeister
- Reichsstadt Isnyscher Spital
  - Lehenträger: Christian Daucher
- Laufen, Markt in der Schweiz
  - Lehenträger: Georg Keller
- Mengen, Stadt in Schwäbisch-Österreich
  - Lehenträger: Johann Raimund Kessler, des Rats von Mengen
- Obernheim, Kirchenpflegschaft in Schwaben
  - Lehenträger: Johann Klink
  - Lehenträger: Joseph Klink
- Radolfzell, Stadt am Untersee
  - Lehenträger: Anton Leibes, des Rats zu Radolfzell
- Ravensburg, Reichsstadt in Schwaben
  - Lehenträger: Balthasar von Merz, Bürgermeister zu Ravensburg und kurpfälzischer Rat
- Reutlingen, Reichsstadt in Schwaben
  - Lehenträger: Philipp Theodor Schmid
- Rottweil, Reichsstadt in Schwaben
  - Lehenträger: N. Sichler
- Rottweil, Spital
  - Lehenträger: Johann Baptist Burckard
- Saulgau, Stadt in Schwäbisch-Österreich
  - Lehenträger: Anton Reebsamen, Bürgermeister zu Saulgau
- Schaffhausen, Stadt und Kanton in der Schweiz
  - Lehenträger: Johann von Keller, Statthalter zu Schaffhausen
- Schömberg, Stadt in Schwäbisch-Österreich
  - Lehenträger: Johann Riedlinger
  - Lehenträger: Joseph Vögele
- Seekirch, Kirchenfabrik in Schwaben
  - Lehenträger: Georg Gaup
- Stein am Rhein, Spital
  - Lehenträger: Michael Gnädiger
- Waldsee, Stadt in Schwäbisch-Österreich
  - Lehenträger: Georg Konrad von Muschgay, Kanzleiverwalter zu Waldsee
- Waldshut, österreichische Stadt auf dem Schwarzwald
  - Lehenträger: Andreas Ziegler
- Wangen, Reichsstadt in Schwaben
  - Lehenträger: Johann Baptist Müller, Bürgermeister und Syndikus zu Wangen
- Ulm, Reichsstadt in Schwaben
  - Lehenträger: Christoph Heinrich Besserer von Thalfingen
  - Lehenträger: Albrecht Küchel von Kiechelberg
- Zürich, Stadt und Kanton in der Schweiz
  - Lehenträger: Johann Konrad Edler von Escher von Berg

### K. k. Kameralämter im Breisgau
- Kreisamt im Breisgau
- K. k. Waldvogteiamt der Grafschaft Hauenstein zu Waldshut
- Talvögte
  - Talvogt von Schönau
  - Talvogt von Todtnau
  - Talvogt von Todtmoos
- K. k. Obervogteiamt der Herrschaft Laufenburg
- K. k. Obervogteiamt der Herrschaft Rheinfelden
- K. k. Obervogteiamt zu Triberg
- K. k. Obervogteiamt der Herrschaften Kastel- und Schwarzenberg
- K. k. Obervogteiamt der Herrschaft Kirnberg
- K. k. v. ö. Stadt Bräunlingen

### Landstände im Breisgau

#### Präses
- 1764–1769: Joseph Thaddäus Vogt von Sumerau auf Altensumerau, Rappenstein und zum Thurn
- 1769–1781: Ferdinand Carl Freiherr von Ulm auf Erbach, Herr der Herrschaften Werenwag, Kallenberg, Poltringen und Donaurieden
- 1782–1791: Johann Adam Freiherr von Posch, Herr zu Breitensee und Uttendorf
- 1792–1806: Franz Anton Freiherr von Baden, Herr zu Liel, Au, Sölden und Mitherr zu Amoltern

#### Breisgauisch-landständischer Syndikus
- 1796–1806: Dr. Ignaz Engelberger

#### Prälatständischer Syndikus
- 1785–1803: Karl von Gleichenstein, fürstlich st. Blasianischer Hofrat, auch Oberamtmann der lehenbaren Stadt und Herrschaften Staufen und Kirchhofen

#### Mitglieder der v. ö. Prälatenstandes im Breisgau (1785)
- Martin Gerbert II., Abt des Stifts und der Kongregation St. Blasien, Herr der Reichsgrafschaft Bonndorf, auch der Herrschaften Staufen, Kirchhofen, Gurtweil und Oberried, des Hl. Röm. Reichs Fürst, k. k. Erberzhofkaplan in den v. ö. Landen, des Prälatenstandes im Breisgau beständiger Präses
- Karl Vogel, Abt des Benediktinergotteshauses zu unserer lieben Frauen an der Schutter, Herr zu Schuttern, Heiligenzell und Wippertskirch, k. k. wirklicher Geheimer Rat
- Kolumban Christian, Abt des Benediktinergotteshauses St. Trudpert, Herr in dem oberen und unteren Münstertal. Auch zu Tunsel und Schmiedhofen
- Philipp Jakob Steyrer, Abt des Benediktinergotteshauses St. Peter auf dem Schwarzwald und Prior zu St. Ulrich, Herr zu St. Peter, Geiersnest und Zähringen
- Karl Kaspar, Abt des Zisterziensergotteshauses Tennenbach, Herr zu Kiechlinsbergen
- Franz Joseph Freiherr von Lerchenfeld, des hohen deutschen Ordens Ritter und Komtur zu Beuggen, auch kurpfälzischer wirklicher Geheimer Rat
- Alexander Freiherr von Stürzel, des hohen deutschen Ordens Ritter und Komtur zu Beuggen
- Komtur zu Freiburg des Deutschen Ritterordens
- Großprior des Johanniterordens in Deutschland, Johanniterkomtur zu Heitersheim
- Anna Maria Fürstin von Hornstein, Äbtissin des fürstlichen Damenstifts in Säckingen
- Maria Viktoria Freifrau von Schönau-Wehr, Äbtissin des Zisterziensergotteshauses Olsberg
- Maria Benedikta, Äbtissin des Zisterziensergotteshauses Wonnental
- Franz Joseph Byrsner, Propst des weltlichen Chorherrenstifts St. Margaretha zu Waldkirch, Herr in dem stiftischen Simonswald und in Siegelau
- Max Anton von Winkelblech, Propst des kaiserlichen Chorherrenstifts St. Martin zu Rheinfelden
- Michael Fritz, Latranensischer Abt und Prälat des regulierten Chorherrenstiftes zu St. Märgen

#### Direktorium der Ritterschaft im Breisgau
- Präsident
  - 1733–1741: Hannibal Max Rudolf Graf von Schauenburg, Teilherr zu Riegel, Herr der Herrschaften Nambsheim und Lichteneck, Pfandinhaber von Staufen und Kirchhofen[2]
  - 1741–1772: Ferdinand Sebastian Freiherr von Sickingen,[3] Herr zu Ebnet, Hohenburg, Orschweiler, Wiesneck, Baldenweg an und auf dem Schwarzwald, Miterbherr der Reichsherrschaft Landstuhl und Mitteilherr zu Riegel und Littenweiler.
  - 1772–1793: Franz Anton Freiherr von Baden, Herr zu Liel, Au, Sölden und Mitherr zu Amoltern
  - 1793–1794: Anton Freiherr von Pfirt, Herr zu Biengen und Krozingen
  - 1794–1796: Vacat
  - 1797–1805: Friedrich Freiherr von Andlau-Homburg, Herr zu Bellingen

#### Mitglieder der Ritterschaft im Breisgau
- Freiherr von Sickingen
  - Ebnet
  - Wiesneck
  - Breitnau
  - Hinterzarten
  - 9⁄42 Riegel
  - ½ Littenweiler
- Freiherr von Baden
  - Liel
  - Au
  - Sölden
  - ½ Amoltern
- Freiherr von Schönau-Wehr
  - Wehr
  - Schwörstadt
  - Obersäckingen
  - Wegenstetten im Fricktal
  - Oeschgen
- Freiherr von Schönau-Zell (von Schönau-Wehr beerbt)
  - Zell im Wiesental
- Freiherr von Bollschweil
  - Bollschweil
  - Niederwinden
  - Oberyach
  - Wittnau
  - Merzhausen
- Freiherr von Rotberg
  - Bamlach
  - Rheinweiler
- Freiherr von Andlau
  - Bellingen
- Freiherr von Wittenbach
  - Elzach
  - Biederbach
  - ½ Unterbuchenbach
  - ½ Amoltern
  - ½ Herrschaft Kranzenau zu Gottenheim
- Freiherr von Altstetten
  - ½ Unterbuchenbach
  - ¼ Herrschaft Kranzenau zu Gottenheim
- Freiherr von Manikor
  - ¼ Herrschaft Kranzenau zu Gottenheim
- Freifrau von Schauenburg
  - Neuershausen
- Freiherr Rinck von Baldenstein
  - Neuershausen-Statzenturm
- Freiherr Vogt von Altensumerau und Prasberg (1771 erloschen)
  - Herrschaft Dachswangen mit Waltershofen
- Graf von Kageneck
  - Munzingen Pforrscher Anteil
  - ⅓ Merdingen
  - Umkirch
  - Waltershofen
  - Stegen
- Freiherr von Beroldingen
  - Munzingen Münchscher Anteil
  - Wildtal
- Freiherr Girardi von Castell
  - Sasbach
- Haas von Katenmoos
  - Katenmoos
- Stürtzel von Buchheim (1790–1801 Schackmin)
  - Buchheim
  - Hochdorf
  - 6⁄7 Hugstetten
  - Weilersbach
- Freiherr Harsch von Reute und Holzhausen
  - Holzhausen
- Freiherr von Speidel
  - ⅐ Hugstetten
- von Helbling (erloschen, an Beyer)
- Freiherr Roll von Bernau
  - Vogtei Bernau bei Leibstadt
- Freiherr von Roll
  - Vogtei Etzgen
  - Vogtei Leibstadt
- von Gramont
  - Vogteien Rheinfelden und Laufenburg
- Freiherr von Neveu
  - Dietenbach
- Freiherr von Rottenberg
  - Unteryach
- Freiherr von Kippenheim (erloschen 1736)
  - ½ Oberyach
- Kleinbrot
  - Winterbach
- Graf von Hennin
  - Herrschaft Lichteneck zu Hecklingen
- Fürst von Schwarzenberg
  - Herrschaft Lichteneck zu Forchheim
  - 22⁄42 Riegel
- Prälat von Ettenheimmünster
  - 11⁄42 Riegel
- Freiherr von Pfirt
  - Biengen
  - Krozingen
  - Falkensteig
  - Herrschaft Steig
- Freiherr Reich von Reichenstein
  - Inzlingen unter badischer Landeshoheit
- Freiherr von Greuth (erloschen 1754)
- Freiherr von Falkenstein
  - Oberrimsingen
- Freiherr von Wessenberg
  - Feldkirch
  - Föhrental
- Fürstabt von St. Gallen
  - Ebringen
- Fürstabt von St. Blasien
  - Herrschaft Staufen und Kirchhofen
  - Gurtweil
- Kameralherrschaft Schwarzenberg zu Waldkirch
- Großprior des Johanniterordens als Fürstliches Haus Heitersheim
  - Eschbach
- Stadt Freiburg im Breisgau
  - Lehen
  - Horben
- von Beyer
  - Buchholz
- Abt von St. Peter
  - Herrschaft Geiersnest
- Äbtissin von Günterstal[4]
  - Neuhäuser
  - Grezhausen
- von Duminique
  - Heimbach
- Zweyer von Evenbach
  - Unteralpfen
  - Wieladingen
- Legeritz
- Stotzingen
- Diepold
- La Brèche
- Wicka
- Stein
- Bollen
- Roggenbach
- Münch von Münchenstein

#### Mitglieder des dritten Standes, von Städten und Landschaften im Breisgau (1785)
- K. k. Stadt Freiburg
- K. k. Stadt Villingen
- K. k. Stadt Altbreisach
- K. k. Stadt Neuenburg
- K. k. Stadt Kenzingen
- K. k. Kameralherrschaft Kirnberg
- K. k. Stadt Endingen
- K. k. Stadt Waldkirch
- K. k. Kameralherrschaft Kastelberg
- K. k. Stadt Burkheim
- K. k. Kameralherrschaft und Stadt Triberg
- K. k. Stadt Bräunlingen
- K. k. Stadt Waldshut
- K. k. Stadt Rheinfelden
- K. k. Stadt Laufenburg
- K. k. Stadt Säckingen
- K. k. Grafschaft Hauenstein
- K. k. Kameralherrschaft Rheinfelden
- K. k. Kameralherrschaft Laufenburg

#### Combinirt-Prälat- und Ritterständisches Judicium primae Instantiae
- Präses
  - 1768–1782: Martin Gerbert II., Abt des Stifts und der Kongregation St. Blasien, Herr der Reichsgrafschaft Bonndorf, auch der Herrschaften Staufen, Kirchhofen, Gurtweil und Oberried, des Hl. Röm. Reichs Fürst, k. k. Erberzhofkaplan in den v. ö. Landen, des v. ö. Prälatenstandes und der breisgauisch-combinierten prälat- und ritterständischen ersten Instanz Präses perpetuus
- Präsident
  - 1768–1772: Ferdinand Sebastian Freiherr von Sickingen, Herr zu Ebnet, Hohenburg, Orschweier, Wiesneck, Baldenweg an und auf dem Schwarzwald, Miterbherr der Reichsherrschaft Landstuhl und Mitteilherr zu Riegel und Littenweiler
  - 1773: Vacat
  - 1774–1782: Franz Anton Freiherr von Baden, Herr zu Liel, Au, Sölden und Mitherr zu Amoltern

### K. k. Oberämter in Schwäbisch-Österreich
- K. k. Oberamt der Markgrafschaft Burgau zu Günzburg
  - Stadtammannschaft
    - Günzburg
    - Burgau

  - Pflegämter
    - Welden
    - Irmatshofen auf dem Wald
    - Markt Krumbach
    - Landensberg
    - Großkötz
    - Röfingen
    - Laupheim
    - Dellmensingen
    - Hohenfreiberg
    - Oberhausen
    - Beuren

  - Gerichts- und Jurisdiktionsvögte
    - Scheppach
    - Hochwang
    - Oberknöringen
    - Kriegshaber
    - Buttenwiesen
    - Holzen
    - Burgau
    - Ellzee

  - Gerichtsammann
    - Bubesheim
    - Holzheim
    - Finningen
    - Kleinkissendorf
- K. k. Oberamt in Ober- und Niederhohenberg zu Rottenburg am Neckar
  - K. k. Obervogteiamt in Oberhohenberg zu Spaichingen
  - K. k. Obervogteiamt zu Oberndorf
  - K. k. Obervogteiamt zu Horb
  - K. k. Schultheißenamt zu Schömberg und Binsdorf
  - K. k. Obervogteiamt Stetten am kalten Markt
- K. k. Oberamt der Landvogtei in Ober- und Niederschwaben zu Altdorf, auch Weingarten genannt
  - K. k. freies Landgericht in Ober- und Niederschwaben auf Leutkircher Heide und in der Gepürs
    - Malstatt Altdorf
    - Malstatt Ravensburg
    - Malstatt Wangen
    - Malstatt Isny
- K. k. Oberamt der Landgrafschaft Nellenburg zu Stockach
  - K. k. freies Landgericht der Landgrafschaft Nellenburg in Hegau und Madach

### Stände in Schwäbisch-Österreich
Schwäbisch-österreichisch-ständisches Direktorium und Landausschuss zu Ehingen
- Landesdirektor

- 1769–1798: Franz Xaver Freiherr von Majer, Regierungs- und Kammerrat und Direktor der schwäbisch-österreichischen Landstände
- 1799–1803: Hermann von Greiffenegg, Regierungs- und Kammerrat und Direktor der schwäbisch-österreichischen Landstände
- 1803–1805: Joseph Thaddäus Vogt von Sumerau auf Altensumerau, Rappenstein und zum Thurn, Präsident der schwäbisch-österreichischen Landstände

#### Deputati Ordinarii
- Erste Direktorialstadt Ehingen
- Zweite Direktorialstadt Rottenburg am Neckar
- Dritte Direktorialstadt Radolfzell
- Vierte Direktorialstadt Munderkingen
- Erster landschaftlicher Deputierter (reichsgräflich von stadionscher Rat und Oberamtmann)
- Zweiter landschaftlicher Deputierter (fürstlich fugger-kirchbergischer Hofrat)
- Dritter landschaftlicher Deputierter (Amtsbürgermeister der v. ö. Stadt Waldsee)
- Vierter landschaftlicher Deputierter (freiherrlich von ulmischer erster Rat und Oberamtmann der Herrschaften Werenwag und Kallenberg)

#### Mitglieder der Stände (1785)
- Stadt Ehingen an der Donau
- Stadt Rottenburg am Neckar
- Stadt Radolfzell am Untersee
- Stadt Munderkingen
- Landvogtei Schwaben
- Landgrafschaft Nellenburg
- Grafschaft Kirchberg
- Herrschaft Weißenhorn
- Herrschaft Pfaffenhofen
- Stadt Waldsee
- Stadt Riedlingen
- Stadt Saulgau
- Stadt Mengen
- Herrschaft Seyfriedsberg mit Amt Ruhfelden
- Herrschaft Markt Biberbach
- Stadt und Herrschaft Veringen
- Herrschaft Warthausen
- Herrschaft Wald
- Stadt Günzburg
- Stadt Weißenhorn
- Stadt Burgau
- Gemeinde Scheppach
- Stadt Stockach
- Stadt Aach
- Marktflecken Altdorf
- Stadt Schelklingen
- Herrschaft Schramberg
- Herrschaft Gutenstein
- Herrschaft Singen und Arlen
- Herrschaft Tengen
- Herrschaft Werenwag
- Markt Krumbach und Hürben
- Gotteshaus Heiligkreuztal
- Herrschaft Hilzingen
- Herrschaft Erbach und Donaurieden
- Gotteshaus Wiblingen
- Herrschaft Berg und Altbierlingen
- Herrschaft Mühlheim
- Stadt Oberndorf
- Herrschaft Oberndorf
- Pfandschaft bussischer Ortschaften Offingen, Unlingen, Altheim, Hailtingen und Dentingen
- Herrschaft Kallenberg
- Gotteshaus Waldsee
- Amt Bierstetten
- Gotteshaus Urspring
- Gotteshaus Wald
- Langenenslingen und Billafingen
- Stadt und Spital Horb
- Herrschaft Niederhohenberg
- Herrschaft Oberhohenberg
- Stadt Schömberg
- Stadt Binsdorf
- Flecken Hitzkofen
- Nordstetten
- Emerkingen
- Holzheim und Bubesheim
- Großkötz
- Röfingen
- Landensberg
- Städtchen Obernau
- Herrschaft Ronsberg
- Neuberittene burgauische Ortschaften
  - Abtei Söflingen
  - Abtei Elchingen
  - Spital der Reichsstadt Ulm
  - Stadt Leipheim
  - Stift St. Jakob zu Augsburg
  - Kloster St. Katharinental zu Obergailingen
  - Kloster Reute bei Waldsee

### K. k. Oberämter und Herrschaften in Vorarlberg
- K. k. Oberamt der Graf- und Herrschaften Bregenz, Hohenems und Hohenegg
  - K. k. Herrschaft Hohenems
  - K. k. Herrschaft Bregenz und Hohenegg
- K. k. Vogteiamt der Graf- und Herrschaft Feldkirch
- K. k. lehenbares Vogteiamt beider v. ö. Graf- und Herrschaften Bludenz und Sonnenberg im Besitz von Freiherr Syrg von Sternbach
  - Stadt- und Landgericht Bludenz
  - Zeitgericht zu Sonnenberg
  - Gericht des Tales Montafon
- Ort Eggen im Besitz der Abtei Isny unter gräflich-bregenzischer Landeshoheit
- Ort Ellhofen im Besitz der Deutschordenskommende Altshausen unter gräflich-bregenzischer Landeshoheit
- Reichshof Lustenau im Besitz von Graf von Harrach zu Rohrau unter gräflich-bregenzischer Landeshoheit
- Herrschaft Ringenberg im Besitz von Freiherr von Horben unter gräflich-bregenzischer Landeshoheit
- Herrschaft Syrgenstein im Besitz von Freiherr Syrg von Syrgenstein unter gräflich-bregenzischer Landeshoheit
- K. k. freies Landgericht zu Rankweil in Müsinen in Vorarlberg

#### Stände in Vorarlberg (1782)
- Vorarlbergisch-ständisches Direktorium und Landausschuss
- Untere Stände (1773–1776)
  - Herrschaft Hohenegg
  - Gericht Altenburg
  - Gericht Hofsteig
  - Gericht Sulzberg
  - Gericht Lingenau
  - Gericht Hofrieden
  - Gericht Simmerberg
  - Gericht Grünenbach
  - Gericht Alberschwende
  - Gericht Tannberg
  - Gericht Mittelberg
  - Gericht Kellhöfe
- Obere Stände (1773–1776)
  - im unteren Herrschaftsteil
    - Hinterer Bregenzerwald
    - Gericht Dornbirn
    - Gericht St. Johann-Höchst und Fußach samt Gaisau

  - im oberen Herrschaftsteil
    - Gericht Rankweil und Sulz
    - Gericht Neuburg
    - Gericht Jagdberg
    - Gericht Damüls

### K. k. Graf- und Herrschaften, welche den v. ö. Landesstellen untergeben, unter sich aber in keine eigenen Stände eingeteilt sind
- K. k. Oberamt der Landvogtei Ortenau in der Reichsstadt Offenburg
- K. k. Oberamt der Reichsgraf- und Herrschaft Tettnang, Wasserburg, Argen, Hemigkofen und Schomburg in Tettnang
  - Stadtammann zu Tettnang
  - K. k. Obervogteiamt der Herrschaft Argen
  - K. k. Obervogteiamt der Herrschaft Schomburg
  - K. k. Herrschaft Wasserburg
- K. k. v. ö. Stadt Konstanz
  - Obervogteiamt über die zwei Vogteien Altnau und Eggen in dem Thurgau
- K. k. Administration der Reichsgrafschaft Falkenstein zu Winnweiler im oberrheinischen Kreis
- K. k. Herrschaft Rhäzüns im Bündner Land